# .jp
A .jp Japán internetes legfelső szintű tartomány kódja. A Japán Regisztrációs Szolgálat tartja karban.
Kezdetben a JPNIC felügyelte a domain neveket is, az összes többi internettel kapcsolatos ügyekkel együtt. Az internet növekedésével felmerült az igény, és a 11. közgyűlésen szóba is került, hogy a címregisztrációs szervezetet le kellene választani az irodáról. A mostani iroda 2003. június 30-án vette át a feladatokat. A címek tartalmazhatnak japán (kanji, hiragana és katakana) karaktereket is.

## Második szintű tartományok
Bár mindenki, akinek van japán címe kaphat második szintű domain nevet, vannak ilyen tartományok is. Ezek:
- .ac.jp: felsőoktatási intézmények
- .ad.jp: JIPNIC tagok
- .co.jp: cégek honlapjai
- .ed.jp: közoktatási intézmények
- .go.jp: japán miniszterek és testületeik honlapjai
- .gr.jp: emberek, illetve társaságok csoportja
- .lg.jp: helyi önkormányzatok
- .ne.jp: hálózatok címei
- .or.jp: regisztrált szervezetek